# 畿内七道地震
畿内七道地震（きないしちどうじしん）は、奈良時代に畿内を中心として発生したと推定される地震。

## 地震の記録
『続日本紀』天平6年4月7日（ユリウス暦734年5月14日、グレゴリオ暦5月18日）の条項に、大地大いに震い天下の民衆の家が倒壊し圧死者が多数出、山崩れ、川の閉塞、地割れが数えきれないほど発生したとある。
また、地震の5日後の4月12日に、畿内七道諸国に遣いを出して神社の被災状況を調べさせ、4月17日には天皇陵8か所と功のあった王の墓の被害状況を調査させた。さらに同日の招書では政事に欠くることなきよう注意し、4月21日には天皇の徳と政治の欠失を省みる詔が出され、7月12日には天変地異による大赦の詔が発せられたが、「天頻見異、地数震動」とあり、余震活動が続いたものとみられる。このように天変地異の発生の責任を天皇が自ら負い、大赦などの詔が発せられた例は奈良時代から平安時代までいくつか見られる。
- 『続日本紀』巻十一

伯耆国から出雲国に本地震に関する太政官符が送られ、これは『続日本紀』にある畿内七道諸国に神社の調査を命じた件を指している可能性があるとされる。
- 『出雲国計会帳』

『熊野年代記』にも本地震の記載があり、熊野で神倉が崩れて火の玉が峰から東の海に飛んだという記述が見られるが、信憑性は劣るとされる。 
- 『熊野年代記』

『八木町神社誌』にも『住吉神社記録』にこの地震で社殿が破損したとの記述が見られる。
- 『八木町神社誌』

## 地震像
畿内七道諸国に神社の調査のため遣いを出した記述にある「畿内七道」は日本全国を表す五畿七道と同義であり、「五畿七道大地震」と呼ばれ南海トラフ巨大地震と推定される仁和地震や宝永地震などと共に列挙されている書籍も存在するが、本地震には津波記録や温泉の湧出停止など南海トラフの地震の特徴を示唆する史料が確認されていない。
生駒断層帯に属する誉田断層の活動時期について、5世紀に造られた誉田山古墳の墳丘に地震活動と推定される変異が認められ、また、生駒断層の四条畷における活動時期は放射性炭素年代測定から西暦100年から1000年の間と推定されている。以上のことから生駒断層と誉田断層の最新の活動時期は西暦400年頃と1000年頃の期間で重なりあっており、生駒断層帯の最新活動はこの時期にあり、734年の地震が候補に挙がるとされる。
寒川 (1997)は、734年の地震が中央構造線断層帯の金剛断層で発生した可能性を指摘している。越後ほか (2009) も、中央構造線断層帯の根来断層の枇杷谷地区トレンチによって明らかになった最新活動時期（西暦635～750年）が734年の地震に対応する可能性を述べている。
河角廣(1951)は吉野付近(北緯34.3°、東経136.1°)に震央を仮定し規模MK = 4.3 を与え、マグニチュードは M = 7.0に換算されている。宇佐美龍夫(2003)は震央や規模は不明としている。